# Francisco de Aysa y Gracián
Francisco de Aysa y Gracián, marqués del Castillo de Aysa (Sesa, 30 de julio de 1696 - Guadalajara, 8 de diciembre de 1778) fue un político novohispano del siglo XVIII. El apellido a veces aparece transcrito como Aísa o Ayza.

## Biografía
Nacido en 1696 en Sesa (Reino de Aragón, España) pertenecía a una familia noble. Su padre y sus tíos se habían destacado como partidarios de Felipe de Borbón durante la guerra de sucesión española. Su tío Manuel de Mimbela fue nombrado obispo en América y Francisco cruzó el océano Atlántico para reunirse con él en 1713 cuando este fue trasladado a la sede de Guadalajara.
Francisco colaboró con su tío en su administración de su diócesis y se enriqueció con negocios mineros en Bolaños, fincas agrícolas y la administración de conventos y estados eclesiásticos. Su fortuna mejoró sus estatus personal y para 1724, con su tío ya fallecido, mostraba redes clientelares propias en la región. El 18 de septiembre de 1727 fue nombrado marqués, muy probablemente a cambio de pagos monetarios. En 1740 adquirió por 18 750 pesos el grado de coronel y la presidencia de la Real Audiencia de Guadalajara.
Fue así gobernador de Nueva Galicia. De su administración se recuerda especialmente la ampliación del suministro de agua a la ciudad de Guadalajara y la organización de expediciones a California, en la frontera norte de su gobernación. Tuvo al menos dos hijas, una casada en 1750 con el sucesor de Francisco en la gobernación, José de Basarte y Borau, y otra con el fiscal de la audiencia de Guadalajara, Miguel José de Rojas Almansa.
En la actualidad una calle en Guadalajara lleva su nombre.